# Sphegina atrolutea
Sphegina atrolutea is een vliegensoort uit de familie van de zweefvliegen (Syrphidae). De wetenschappelijke naam van de soort is voor het eerst geldig gepubliceerd in 1986 door Lucas in Thompson & Torp.